# František Páta
František Páta (26. března 1885 Němčice – 2. července 1942 Praha) byl český pedagog, literární historik, spisovatel, překladatel, vydavatel, redaktor a knihovník popravený nacisty.

## Život

### Mládí
František Páta se narodil 26. března 1885 v Němčicích na Svitavsku. Po jeho narození se rodina přestěhovala do Litomyšle, kde se mu narodili ještě dva bratři Josef a Jindřich. V Litomyšli vystudoval místní gymnázium stejně jako jeho bratr Josef. Oba zde pro budoucnost ovlivnil profesor českého jazyka Jan Voborník, vydávali zde časopis. František Páta pokračoval ve studiu na Filosofické fakultě Univerzity Karlovy obor moderní filologie, doktorát zde obdržel v roce 1909. Byl členem Sokola.

### Dospělost
Mezi lety 1911 a 1912 vyučoval na dívčích školách v Praze, poté tamtéž na Státní grafické škole. Od roku 1920 působil i jako knihovník české knihovny Národního muzea, dále jako překladatel (např. Taras Bulba) a editor (např. díla Zdeňka Nejedlého, Jaroslava Vrchlického). Na přání Aloise Jiráska prováděl jazykové revize a úpravy jeho spisů a stejně tak Babičky Boženy Němcové. Byl spolutvůrcem Literárního atlasu československého, působil ve spolcích Český čtenář, Klub rodáků a přátel Litomyšle, Spolek českých bibliofilů. Četné literární práce věnoval Litomyšli a jeho okolí. Byl zastáncem slovanství a slovanské vzájemnosti, už od mládí udržoval s bratrem styky zejména s Lužickými Srby což se oběma stalo nakonec osudným. Nacistům, kteří plánovali asimilaci event. vysídlení Lužických Srbů byla činnost obou bratrů nepříjemná, Josef byl navíc aktivní v odbojovém Výboru revoluční inteligence Vladislava Vančury. Oba byli postupně zatčeni gestapem, vyslýcháni a v obdobní Heydrichiády popraveni na kobyliské střelnici, Josef Páta 24. června 1942, František Páta 2. července 1942.

### Po smrti
- Pamětní deska Františka Páty se nachází na domě v Praze 4 v ulici Na Krčské stráni 693/19[2]
- Jména bratrů Pátových jsou uvedena na pamětní desce padlým a umučeným Sokolům na sokolovně v Litomyšli[3]

## Rodina
10. září 1912 se v Němčicích oženil s Josefou Sehnoutkovou.
Dcera Františka Páty Zora Pátová byla dlouholetou předsedkyní Klubu rodáků a přátel Litomyšle, dcera Jarmila Vrchotová-Pátová byla operní pěvkyní a pedagožkou na AMU.